# Lucio Sempronio Atratino (cónsul 34 a. C.)
Lucio Sempronio Atratino (en latín, Lucius Sempronius Atratinus) fue cónsul suffectus de la República romana en 34 a. C..

## Orígenes y familia
Probablemente miembro de la rama aristocrática de la antigua familia Sempronia, Atratino fue adoptado posiblemente por Lucio Calpurnio Bestia, pero no asumió el gentilicium o nomen gentile de su padre adoptivo. La hermana de Atratino, Sempronia, se casó con Lucio Gelio Publícola.

## Carrera política
En 51 a. C. se inició un proceso contra Marco Celio Rufo, que previamente había intentado sin éxito enjuiciar al padre adoptivo de Atratino por cargos de soborno electoral. Celio se había peleado con su amante, Clodia, y ella lo acusó de intento de envenenamiento. Otros cargos incluían el asesinato de un embajador. Para enjuiciar a Celio, Clodia pidió la ayuda de Atratino y éste fue feliz de hacerlo. Celio fue defendido con éxito por Marco Tulio Cicerón, y en su publicación Pro Caelio, Cicerón afirmaba que Atratino estaba siendo manipulado por Clodia para vengarse de Celio.
En el año 40 a. C., Atratino fue elegido pretor suffectus, debido a que todos los pretores elegidos previamente fueron cesados de sus cargos después del Tratado de Brindisi entre Octaviano, Marco Antonio y Lépido. A finales de  40 a. C., él y su colega Marco Valerio Mesala Corvino convocaron al Senado para presentar a Herodes el Grande, quien recibió el título de Rey de Judea. Ese mismo año fue elegido para el cargo de augur, uno de los sacerdotes de la antigua Roma, cargo que ocupó hasta su muerte en el año 7.
Como partidario de Marco Antonio, Atratino fue uno de sus legados, que actuó como propretor en Grecia en 39 a. C. En 36 a. C. se le dio el mando de una parte de la flota que Antonio envió para ayudar a Octaviano en su lucha contra Sexto Pompeyo. En el 34 a. C. fue elegido cónsul sufecto el 1 de enero, debido a que Antonio renunció a su cargo como cónsul ese mismo día. Atratino ejerció el consulado hasta el 1 de julio de ese año. En algún instante antes de la batalla de Actium, Atratino abandonó a Antonio y se pasó al bando de Octaviano. Fue nombrado gobernador de África proconsular, alrededor de 23 a. C., y fue galardonado con un triunfo por sus acciones en esa provincia en 21 a. C.

## Fallecimiento y entierro
Lucio Sempronio Atratino murió en 7. Existe un mausoleo de Atranino en mal estado de conservación en la ciudad de Gaeta, Italia.